# Centrale nucleare di Kuosheng
La centrale nucleare di Kuosheng è una centrale nucleare di Taiwan situata presso la città di Wanli a Keelung. L'impianto è composto da 2 reattori di tipologia BWR per 1933MW complessivi.
Entrambi i reattori sono stati dismessi entro il 2023.